# ستيف سمول
ستيف سمول (2 مارس 1955 بسيدني في أستراليا - ) (بالإنجليزية: Steve Small)‏ هو لاعب كريكت أسترالي.

## وصلات خارجية
- ستيف سمول على موقع إي آس بي آن كريك إنفو (الإنجليزية)